# Sadok Bahri
Sadok Bahri, né le 21 juin 1925 et mort le 13 mars 1996, est un boxeur tunisien.

## Biographie
Il a entamé sa carrière chez les amateurs en 1944 au sein du Cercle pugilistique de Tunis de Joe Guez. Bien qu'il ne dispute que quatre combats avant de passer professionnel, il remporte le championnat de Tunisie amateur. En professionnel, il remporte aussi le championnat de Tunisie des poids légers en battant en 1945 Roger Journo, surnommé « Young Roger », qui avait brillé auparavant dans le championnat de France.
Il part alors à Paris où il a pour manageurs messieurs Raymond et Naessens. Il commence son séjour français en 1947 par des succès à Paris contre Rony Pelé, Paul Rinotchi, Jean Julien et Bruno Corro et à Rome contre Al Sezarini. Sa réputation est alors faite : il plaît au public qui fait de lui l'une des têtes d'affiche des galas pugilistiques parisiens. Il perd certes certains combats, notamment contre Brahim Mahouachi le 3 septembre 1949 et surtout contre Ray Famechon, champion de France et d'Europe de l'époque, contre qui il essuie sa seule défaite par KO. Sa carrière prend fin le 6 août 1951, au stade de la Pépinière de Tunis, avec une défaite contre Laïd Ben Younès. Sa reconversion dans la vie active n'est pas aisée : il devient notamment poissonnier puis cordonnier, même s'il entraîne durant une période la section de boxe du Stade tunisien.
En 2007, il apparaît dans le documentaire J'en ai vu des étoiles de Hichem Ben Ammar qui relate la parcours de boxeurs tunisiens qui ont marqué l'histoire de la boxe dans leur pays depuis les années 1950,.

## Palmarès
Il compte à son palmarès 18 victoires dont trois par KO, douze défaites dont une par KO et cinq matchs nuls.